# Hamirowal
Hamirowal (em panjabi: ਹਮਿਰੋਵਾਲ) é uma aldeia localizada no distrito de Shaheed Bhagat Singh Nagar, no estado de Punjab, na Índia. Está localizado a 1 (0,62 mi) quilômetro de Banga, 17 (11 mi) quilômetros da cidade de Mukandpur, 11 quilômetros (6,8 mi) do distrito Shaheed Bhagat Singh Nagas e 105 quilômetros (65 mi) da capital do estado, Chandigarh. A aldeia, assim como as demais indianas, é governada por um sarpanch, eleito democraticamente pela maioria da população residente no assentamento.

## Demografia
Segundo o relatório publicado pelo Censo da Índia de 2011, a aldeia Hamirowal é composta por um total de 117 casas e a população total é de 515 habitantes, dos quais 257 são do sexo masculino e 258, do sexo feminino. O nível de alfabetização da aldeia é 73.03% maior que a média do estado, a qual é de 75.84%.
Conforme constatação do Censo, 178 pessoas exercem seu trabalho fora da aldeia; dessas, 157 são homens e 21 são mulheres. O levantamento do governo também consta que 98.31% dos trabalhadores ocupam um serviço como trabalho formal e único, enquanto os outros 1.69% estão envolvidos em atividades marginais, trabalhando como meio de subsistência em diferentes lugares em menos de seis meses.

## Educação
Na aldeia, não há nenhuma escola, e os estudantes precisam ir a outras aldeias para estudar; muitas dessas aldeias estão distantes por dez quilômetros. Nas proximidades, destaca-se a Lovely Professional University a 32 quilômetros. Outras instituições de ensino também representam papel importante na região: GHS Khan Khanna, GPS Primary, GPS Jindowal e GPS Langeri.

## Transporte
A estação de trem mais próxima de Hamirowal é Banga; no entanto, a estação principal, Garhshankar, está a 18 quilômetros (11 mi) de distância. O aeroporto mais perto é Sahnewal, localizado a 58 quilômetros, e o aeroporto internacional mais próximo é o Sri Guru Ram Dass Jee, a 140 quilômetros.